# Pieve di San Giovanni Battista al Bozzone
La pieve di San Giovanni Battista al Bozzone è un edificio sacro del XII secolo che si trova in località Pieve al Bozzone nel comune di Siena, arcidiocesi di Siena-Colle di Val d'Elsa-Montalcino.
La pieve prende il nome dal torrente Bozzone, situato tra il fiume Arbia e Siena, teatro di frequenti combattimenti fra i senesi, i fiorentini e gli aretini.

## Storia e descrizione
Già esistente nel XII secolo, citata con il titolo di Sant'Andrea al Bozzone nella bolla di papa Clemente III inviata nel 1189 a Bono vescovo di Siena, fu arricchita nel XVI secolo del titolo di abbazia trasferitovi dall'Abbazia (o Badia) della Trinità ad Alfiano.
L'edificio fu restaurato nell'Ottocento e si presenta con la facciata scandita da lesene agli angoli e il timpano in laterizio aggettante sulla superficie intonacata; il portale, anch'esso inquadrato da una cornice in mattoni, è preceduto da una scalinata.
All'interno sui due altari laterali sono esposti dipinti neogotici databili ai primi anni del Novecento racchiusi in un tabernacolo di stile analogo raffiguranti la Madonna col Bambino e il Redentore; in sagrestia una tavola cinquecentesca raffigurante la Madonna col Bambino, San Giovannino, Santa Caterina e San Girolamo rielabora modi mutuati dal Sodoma da un artista attivo nella seconda metà del secolo.
Secondo quanto riporta il Emanuele Repetti, la Pieve comprendeva diciassette chiese: 
1. San Giovanni a Bozzone (Pieve), con gli annessi di San Sebastiano a Larniano, e San Pietro a Paterno;
2. San Tommaso di Val di Pugna, cui fu aggregato il popolo della Badia di Santa Trinita di Alfiano, e quello di Santa Maria a Bulciano;
3. San Paolo a Presciano;
4. San Pietro a Vico d'Arbia, con l'annesso di San Bartolomeo di Monte Chiaro;
5. Sant'Eugenia;
6. Sant'Agnese a Vignano con gli annessi di San Giorgio a Papajano e di Santo Stefano a Pecorile;
7. San Paterniano alle Tolfe;
8. San Pietro a Monteliscai con l'annesso di San Giorgio ai Lapi;
9. Santa Regina;
10. Santa Maria a Capriola, poi San Bernardino all'Osservanza.